# 柯盧
柯卢（？—？），是周朝时期吳國的君主之一，為吳國第十任君主，承襲父亲餘橋疑吾擔任吳國君主，柯卢死后，儿子周繇继位。
| 前任： 餘橋疑吾 | 吴国君主 | 繼任： 周繇 |